# 徐光 (1960年)
徐光（1960年6月—），男，汉族，湖北当阳人，中华人民共和国政治人物。在职研究生学历，天津大学经济系研究生毕业，曾任河南省人民政府副省长，第十一届全国人民代表大会河南地区代表。

## 经历

### 仕途
1977年8月参加工作。早年为河南省鹤壁市石林公社下乡知青，高考恢复后入鹤壁师范学校中文专业学习。1984年6月加入中国共产党。
历任河南省鹤壁市教育局干事、团委副书记；河南省鹤壁市委组织部组织科干事、副科级组织员、青干科副科长；共青团河南省鹤壁市委副书记、书记、党组书记、市青联主席；淇县县委副书记、县长，县委书记；中共鹤壁市委常委、秘书长，市人民政府常务副市长。
2001年3月，任中共安阳市委常委、市人民政府常务副市长。2003年12月，中共周口市委副书记。2006年12月，任中共周口市委副书记、市人民政府市长。2011年11月，任中共周口市委书记。在其中共周口市委书记任上，在周口大举实行殡葬改革，因平迁坟头的巨大数量，人称“平坟书记”。
2017年1月20日，升任河南省人民政府副省长。2018年2月24日，当选为第十三届全国人大代表。

### 落马
2019年8月24日，因涉嫌严重违纪违法，接受中央纪委国家监委纪律审查和监察调查。2020年2月21日被开除党籍和公职，移送检察机关依法审查起诉。
2020年9月8日，山东省青岛市中级人民法院一审公开开庭审理徐光受贿一案，山东省青岛市人民检察院起诉指控：2004年至2018年，被告人徐光利用担任中共周口市委副书记，周口市人民政府市长、市委书记等职务上的便利，为有关单位和个人提供帮助，非法收受财物共计折合人民币1265万余元。徐光当庭表示认罪、悔罪。
2021年1月11日上午，山东省青岛市中级人民法院公开宣判河南省人民政府原党组成员、副省长徐光受贿一案，对被告人徐光以受贿罪判处有期徒刑十一年，并处罚金人民币一百万元；对徐光受贿所得财物予以追缴，上缴国库。徐光当庭表示服从法院判决。

## 关联条目
- 河南平坟运动